# Arp 131
Arp 131 ist ein interagierendes Galaxienpaar im Sternbild Eridanus, die etwa 357 Mio. Lichtjahre von der Milchstraße entfernt ist. Halton Arp gliederte seinen Katalog ungewöhnlicher Galaxien nach rein morphologischen Kriterien in Gruppen. Diese Galaxie gehört zu der Klasse Elliptischer Galaxien nahe bei Spiralgalaxien und diese störend.